# Shakouji Xiang
Shakouji Xiang (kinesiska: 沙口集乡, 沙口集) är en socken i Kina. Den ligger i provinsen Hebei, i den norra delen av landet, omkring 420 kilometer söder om huvudstaden Peking. Antalet invånare är 41 557. Befolkningen består av 21 362 kvinnor och 20 195 män. Barn under 15 år utgör 23,0 %, vuxna 15-64 år 69 %, och äldre över 65 år 7,0 %.
Genomsnittlig årsnederbörd är 630 millimeter. Den regnigaste månaden är juli, med i genomsnitt 207 mm nederbörd, och den torraste är januari, med 3 mm nederbörd.